# ملعب مكتوم بن راشد آل مكتوم
ملعب مكتوم بن راشد آل مكتوم هو ملعب متعدد الاغراض في دبي، الإمارات العربية المتحدة. غالباً ما يستخدم لمباريات كرة القدم، ويعتبر الملعب البيتي لنادي دوري المحترفين الإماراتي الشباب. يتسع لجلوس 8,000 متفرج. 

## كأس آسيا 2019
استضاف الملعب خمس مباريات في كأس آسيا 2019، بما في ذلك مباراة دور الـ16.

| تاريخ         | وقت   | فريق رقم 1             | نتيجة       | فريق رقم 2                           | جولة             | حضور |
| ------------- | ----- | ---------------------- | ----------- | ------------------------------------ | ---------------- | ---- |
| 8 يناير 2019  | 20:00 | السعودية               | المباراة 9  | كوريا الشمالية                       | المجموعة الخامسة |      |
| 11 يناير 2019 | 15:00 | فلسطين                 | المباراة 16 | أستراليا                             | المجموعة الثانية |      |
| 13 يناير 2019 | 20:00 | تركمانستان             | المباراة 24 | أوزبكستان                            | المجموعة السادسة |      |
| 16 يناير 2019 | 17:30 | قرغيزستان              | المباراة 30 | الفلبين                              | المجموعة الثالثة |      |
| 22 يناير 2019 | 17:00 | متصدر المجموعة الثالثة | المباراة 43 | ثالث المجموعة الأولى/الثانية/السادسة | دور الـ16        |      |